# 联航快运5925号班机空难
联航快运5925号班机是一架从伊利诺伊州芝加哥奥黑尔国际机场经停艾奥瓦州伯灵顿艾奥瓦州东南地区机场飞往昆西昆西地区机场的一趟定期客运航班。1996年11月19日，这趟由注册编号为N87GL的比奇1900C型客机执飞的班机于昆西降落时与注册编号为N1127D的比奇空中国王A90型飞机在跑道交汇处相撞，两机上14人全数遇难。本次事件也称昆西跑道相撞事件或昆西跑道空难（英語：Quincy runway disaster）。
调查人员认为事故的主要原因是比奇空中国王A90的机组未能有效地监听通用交通咨询频率和疏忽了观察其他飞机。另一架等待起飞的飞机的机组误导了联航快运机组，飞机舱门无法打开以及救援人员的缺乏也是灾难发生并造成人员死亡的因素（事後的調查顯示撞擊後的當下聯航飛機上的十二人均還活著）。

## 背景

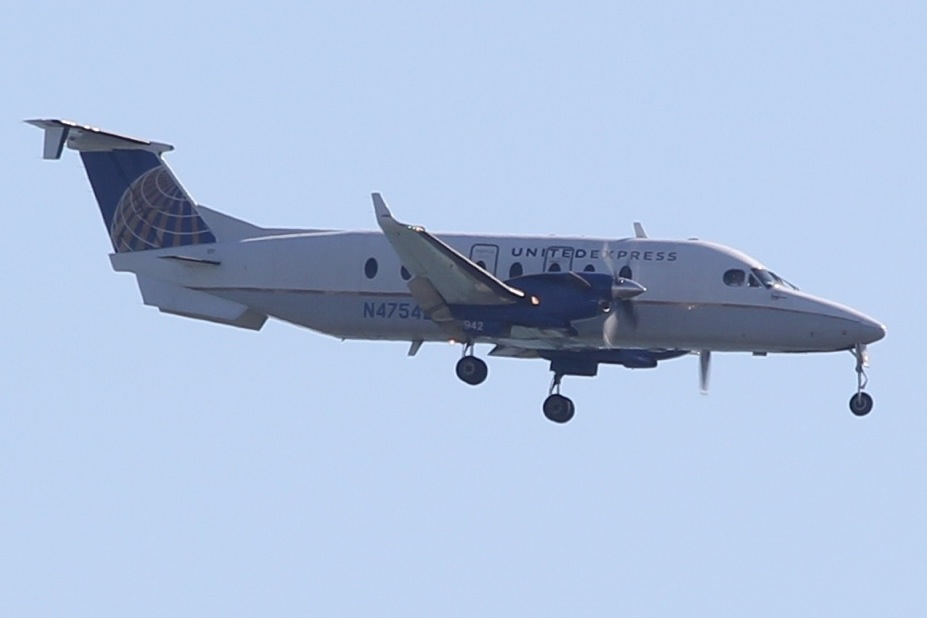
联合航空快运全新涂装的比奇1900型飞机

5925号班机是一架实际由大湖航空来运营的班机，在无线电通话中使用大湖航空251的呼号。共有19个乘客座位，实载10位乘客。执行此轮飞行任务的机组在当日凌晨4时开始工作，正副机长分别有4000和1950小时的飞行时长。由于机组此前执飞的航班机械故障，5925次航班已晚点2小时45分钟，还需要与另一趟航班合并:1,7。

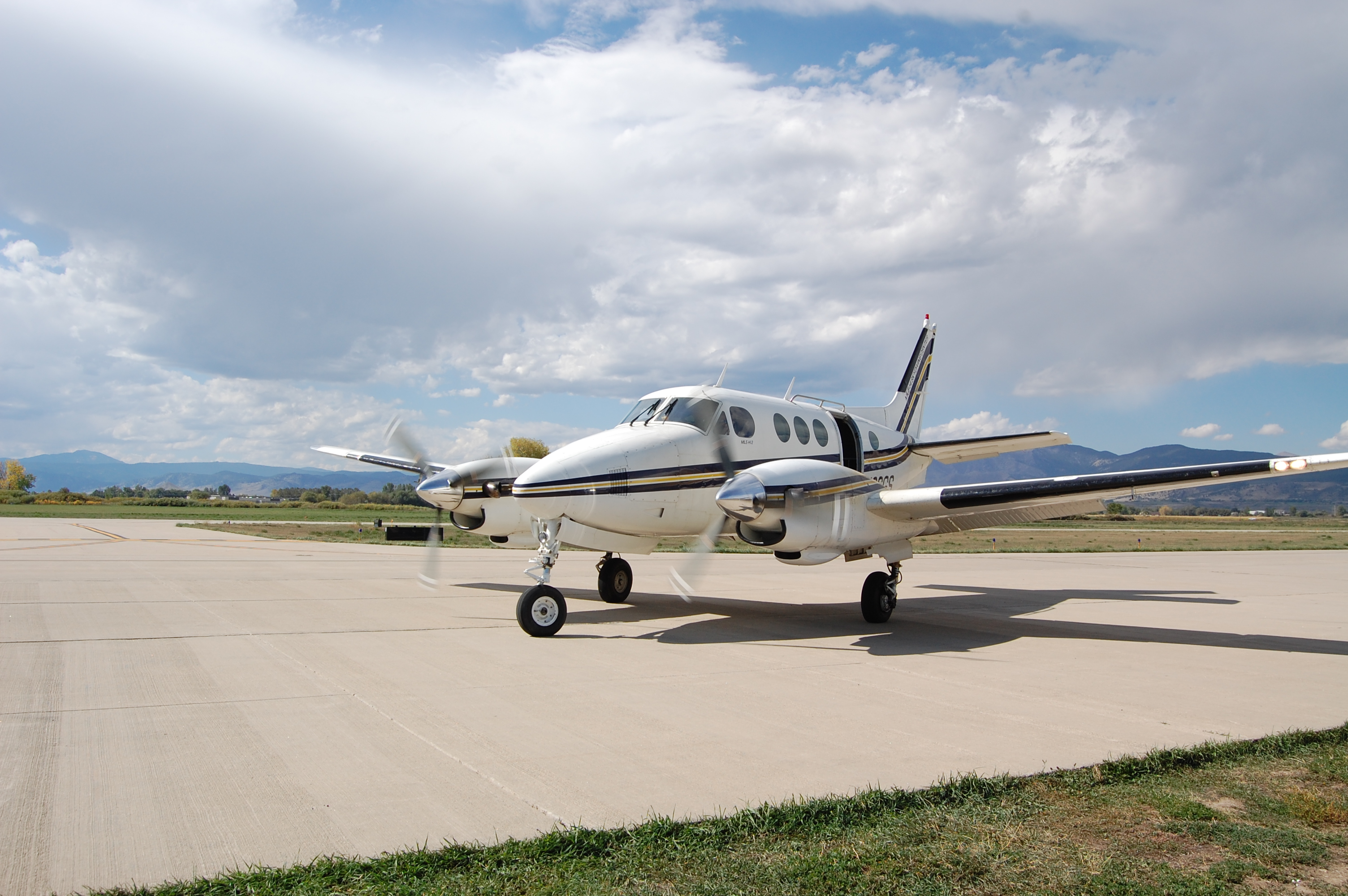
一架空中国王A90型飞机

比奇空中国王A90型飞机的机长有25647小时的飞行经验，坐在副驾驶座上的飞行员则有1462小时:8。失事的飞机属于机长的老友，而机组当日载着四名意向买家完成了一轮飞行后降落于昆西，两人再驾驶飞机返回基地。
事发时，一架私人的切诺基PA-28飞机排在空中国王A90飞机之后等待离港，注册号为N7646J:58。其两位飞行员拥有80小时和44小时的飞行经验:2。
昆西机场是一座无塔台机场，当时，在美国大约有300座有定期客运班机但无塔台的机场。飞行员需要使用通用交通咨询频率来与其他飞行员取得联系:2
。在频率中，飞行员需要定期广播自己的方位和即将进行的行动:9。事发时天气状况良好，能见度达到12英里（19），风速约9节:14。

## 事发过程

### 相撞

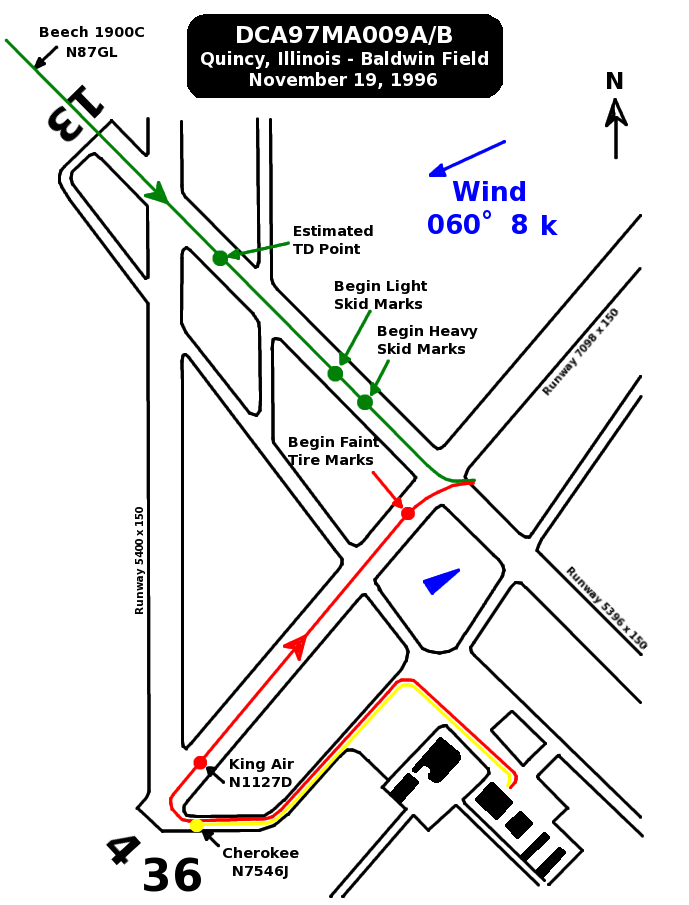
飞行器路线示意图。绿线为5925号班机，红线表示空中国王，切诺基飞机以黄线标出

16时52分，5925号班机的机长在通用交通咨询频率中报告飞机在机场以北约30英里（48），准备使用13号跑道落地。她还询问是否有其他飞机，但频率中无人回应。3分钟后，空中国王的机组宣布他们正滑行并将在4号跑道起飞，切诺基飞机的机组也同样做出回应。机长与副机长简单讨论后决定继续向13号跑道进近。56分，正在进近的机组再次报告他们离机场还有10英里（16），并询问是否有其他飞机，没有得到回应。:2
16时59分，空中国王的机组在频率中说：“昆西空中交通，空中国王在4号跑道等待，会用该跑道离港，航向东南，昆西。”紧接着5925号班机的机组回报飞机正在短五边并询问“飞机是在4号跑道等待还是起飞？”空中国王的飞行员没有回答。此时跟在空中国王后面的切诺基飞机回答道：“7646朱丽叶，嗯，正等待，嗯，使用4号跑道离港……空中国王”，驾驶舱通话记录器录到通话中一个简短的中断，因为正在下降的5925号班机的地面迫近警告系统发出一个“200”的高度告警，使得机组没有听到完整的通话。5925号班机的机长回复：“OK，我们将会在几秒后通过跑道的交汇点……（无法识别的话语）……我们感谢”。:3
17时01分，已在4号跑道上等待一分钟的空中国王开始起飞滑跑。5925号班机的着陆灯亮起并在13秒后正常触地，机组发现了正在加速的飞机并进行制动，在离触地点不远的地方开始留下了一条约200英尺（61）长的轮胎印。但为时已晚，两架飞机在跑道交汇点相撞:4。撞击产生了多次爆炸，伴随着黑烟的火焰有大约60英尺（18）高。两架飞机的机翼紧扣在一起，在撞击点东侧约110英尺（34）的位置停了下来。

### 救援

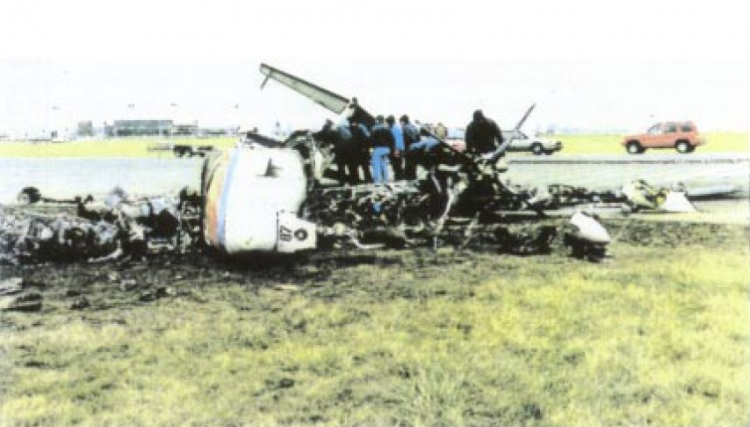
联合航空快运5925号班机的残骸

一名被机场修理基地雇佣的飞行员和两名正在等待5925号班机到达的联合航空快运飞行员最早到达事发现场。他们看见空中国王和比奇1900C的右侧被包围在火中。联航快运的一名飞行员打开了比奇1900C的左后货舱门，浓浓的黑烟随之冒出。他们跑至机舱左前方，机长把她的头和手从窗伸出，让他们快点把前舱门打开。:20
舱门的手柄起初在6点钟方向，即开锁位置。雇员并不知道如何打开舱门，亦没有看到说明。他尝试在将手柄旋转一圈的同时向外拉却失败。熟知如何打开此机型舱门的飞行员上前，按下手柄上的按钮同时旋转其至解锁位置尝试拉开，但仍未能成功。:20
昆西消防局在事发14分钟后到达事发现场。消防员使用昆西机场装备的500加仑容量的“机场飞行器营救和救火”（Aircraft Rescue and Fire Fighting）车来开展救援。火在10分钟内被基本扑灭，但机上人员已经死于大火以及浓烟中:27。遇难者的遗体在第二天被移至一个临时的太平间，大火造成尸体辨认有一定的难度。

## 调查
美国国家运输安全委员会和美国联邦航空管理局在事发第二日赶到现场。大部分飞机结构因大火变得难以辨认，最完好的部分是联合航空快运客机的尾部。两架飞机中只有比奇1900C装备有驾驶舱通话记录器，录音虽录下了飞机进场的全过程，但品質不佳，以至于部分语句难以辨认:17。
调查人员在分析机组表现时发现，没有证据表明空中国王的机组曾发出起飞的通知。他们对于5925号班机进场过程中的4次通告以及切诺基飞机机组的一次回答均无回应，调查小组据此推断机组可能将无线电接收机调至了错误的频率，亦或是他们在事发时漫不经心。这些原因因为大火而无法查证:45。事发后3日进行的能见度试验显示5925号班机的机组并不能清楚的看到4号跑道上的飞机，而空中国王的飞机开始起飞滑跑后，左座和右座驾驶员对跑道的视线就会被轮流遮挡:133:8。调查报告认定空中国王的机组未能有效地监听通用交通咨询频率和疏忽了“观察和避让”其他飞机是事故的原因之一:47。
切诺基飞机的飞行员的不专业使得情况更为复杂。他回答了5925次班机的机长本意是问空中国王机组的问题“飞机是在4号跑道等待还是起飞？”切诺基的飞行员告诉调查人员，他以为这是前方的飞机对他提出的问题，所以他在回答的最后加上了“空中国王”，而又没有按照指引在无线电通话的开头加上自己的机型，使得5925次班机的机长以为这是空中国王机组的回应。当他听到女机长说“OK，我们将要通过你的交汇处”时更应察觉到女机长将其误认为是空中国王飞机的回答，但他并没有改正。飞机上的两人都看见两架飞机越来越近，但飞行员以为两条跑道并无交汇点，副驾驶则以为两架飞机会错过，因此都没有提出警告:47-48。看见撞击后，机长转头对副机长说“你看见了吗？我不想陷入到那事中。我要起飞了。”副机长建议从另一条跑道离场，飞机随即从36号跑道起飞了:248。虽然不违法，但这种行为是不合适的。
正在进场的机组并没有在“飞机是在4号跑道等待还是起飞？”的问话中慎重地指明是空中国王飞机，但调查人员认为其表意已经足够清楚。当近地告警系统打断他与切诺基飞机的通话时，她应该慎重地要求重复通话。尽管微妙的提示表明通话不是空中国王而是切诺基飞机发出的，因为说话的人说的飞机注册号不同，说话者的性别也不同，但正在全神贯注于操纵飞机的机组听到切诺基飞机回答的最后“空中国王”的字样而没能注意到差别。因为他们相信自己收到的是空中国王在跑道等待的保证，所以在降落时没有太留意视野中其动态。:42-44
对于比奇1900C客机不能打开的舱门，可能的因素是撞击意外松动使其变形，导致控制门的钢索松开。制造商表示，只要钢索松开0.25英寸（0.64），开门的装置就不能完全转动，门就无法开启:134。但由于大火破坏了现场，造成门无法打开的原因不能确定:7-8。
联邦规则汇编14卷139条要求机场必须有“机场飞行器营救和救火”车等设施和消防人员，并在3分钟内赶到现场，但是这项条例只有在有客舱容量大于30人的飞行器起降时才会生效。此次事件中，如果机场配有可以操纵机场配备的救火车的人员，那么就能够在事发后不到1分钟的时间内展开行动。调查显示两架飞机的撞击力度不足以致命，更及时的救援行动可以挽救生命。运输安全管理委员会在报告中提到航空管理局应设法资助有乘客座位多于10个的定期航班起降的机场配备救火设置和受训人员，使得紧急情况能得到更及时的处理:51。
飞机的制造商雷神飞机公司在1998年提交了对调查报告重新考虑的请求，认为飞机的舱门和救援的缓慢并不是事故的因素，据此请求对九项报告中的发现进行修改。运输安全委员会随后因证据不足删除了“舱门无法打开的可能原因是舱门损坏及缆绳松断”的发现，但飞机的舱门和救援的缓慢確實為導致5925上全機人員喪命的主因。
私人国王飞机的家属对调查表示质疑。认为调查报告忽略了一些因素，包括在结论中没有提及5925号班机的机组当日累计约13个小时的当班时间；进近的机组留意到了空中国王的女飞行员不寻常的发音，仍与切诺基机组的男飞行员混淆；以及提出调查人员没有很好的尽到他们联络家属的责任。

## 后续
当地媒体指出6年前政府为削减开支而关闭机场的航班服务中心。自1983年到事故发生，全美航班服务中心的数量从227个下降到了16个，尽管其不能代替航空管制员，却能提供天气资讯和帮助飞行员之间进行交流。
在是次灾难后，业界采取了多项措施来避免类似事故的发生。飞行教员被重申在驾驶员培训和飞行检查中观察技能训练的重要性:107。维护商按照调查人员的要求对比奇1900的舱门外部指引做出了改进，以更好的说明如何从外部打开带阶梯舱门。比奇1900的座舱通话记录器也被要求进行检查和修复。 三年后，国际航空公司飞行员协会批评当局并没有采取措施来加强机场内消防人员的配备，强烈要求联邦航空管理局将资金投入到对小型机场的保护上。 2004年，航空管理局修订了条例，規定有9座以上飞行器定期起降的机场必须建立由经过专门训练的人员组成的飞机救援和灭火机构。
飞行事故纪录片《空中浩劫》第15季第1集收录这起空难，2016年1月15日在澳大利亚国家地理频道和加拿大探索频道首播。

## 相关事故
美国联邦航空管理局在近年来对跑道安全的研究显示跑道入侵是航空领域极大的安全隐患。在航空史上，跑道入侵曾造成特内里费空难中583人死亡，这是九一一袭击事件以外的单次空难最高死亡纪录。2001年，北欧航空686号班机在连尼治机场的跑道上与一架公务机相撞，114人罹难。2008年，两架共载有184人的客机在大连周水子国际机场几乎相撞，所幸飞机及时中断起飞。